# مجلس شيوخ كولورادو
مجلس شيوخ كولورادو (بالإنجليزية: Colorado Senate) هو مجلس شيوخ ولاية كولورادو الأمريكية، وهو المجلس الأعلى في جمعية كولورادو العامة.

## طالع أيضًا
- جمعية كولورادو العامة